# باني غرانت
باني غرانت (بالإنجليزية: Bunny Grant)‏ (29 سبتمبر 1940 - 1 نوفمبر 2018) هو ملاكم جامايكي، صنّف ضمن فئة وزن الخفيف ووزن الريشة ‏ والوزن المتوسط الخفيف ‏ ووزن خفيف الوسط ‏ ووزن الويلتر ووزن الريشة السوبر ‏.

## إحصائيات
خاض خلال مسيرته 73 نزالا، تعادل في 5 .

## روابط خارجية
- باني غرانت على موقع بوكس ريك (الإنجليزية) (registration required)